# Дамиан Молокайски
Дамиан Молокайски (на нидерландски: Damiaan van Molokai), роден като Йозеф Де Вьостер, е фламандски духовник и мисионер от католическата Конгрегация на Светите сърца.
Става известен със своята служба в колония за прокажени на остров Молокаи в Кралство Хаваи.
След шестнадесет години на грижи за материалните, духовните и емоционалните нужди на жителите на колонията, той се заразява и умира от проказа. Католическата църква го смята за мъченик на благотворителността и на 11 октомври 2009 г. го канонизира като светец, чийто празник се отбелязва на 10 май.
Наричан в католически източници „Апостол на прокажените“, Дамиан Молокайски е почитан също от Англиканската църква и някои други християнски деноминации като покровител на прокажените и отхвърлените от обществото. Той е и покровител на католическия диоцез на Хонолулу, като католиците в Хавай отбелязват и Деня на отец Дамиан на 15 април.